# WE LOVE GOLF!
『WE LOVE GOLF!』（ウィー ラブ ゴルフ!）は、カプコンとキャメロットが共同開発し、カプコンから発売されたWii専用ゲームソフト。2007年12月13日発売。

## 概要
Wiiリモコンをクラブに見立ててスイングするという直感的、体感的な操作が特長である。
タイアップ要素として、カプコンの他のゲームのキャラクターのコスチュームをプレイキャラクターに着せることができる。登場するコスチュームは『逆転裁判4』の王泥喜法介、『魔界村』のアーサー、『ストリートファイターシリーズ』の春麗、『バイオハザード3』のジル・バレンタインなど。

## ボイスナビゲーションシステム
初心者には、リモコンくんが基本的な操作方法やショットの打ち方、タイミングのとり方など、Wiiリモコンからの音声と画面上のメッセージでナビゲートしてくれる。

## コース
レイクフラワーG.C.
花畑に囲まれたコースで、色とりどりの花や美しい湖畔が特徴。
ルクソールデザートG.C.
灼熱の太陽が照りつける砂漠に存在するコース。美しいオアシスや、巨大ピラミッドに代表されるエジプトを連想させる遺跡群の存在が特徴。砂漠という立地のため、砂嵐が吹き荒れる場所もある。
その他。

## キャラクター
メグ（16歳）
入学した学校で、ゴルフ部の先輩に憧れて入部してしまった女の子。最初は見るも無惨なスイングだったが、素直な性格と夏合宿での頑張りが功を奏し、コーチが驚くほどのスイングに変身する。今は部活のレギュラーを目指して奮闘中。
シュン（17歳）
ゴルフを始めたきっかけは、世界最強に昇りつめた憧れのプレイヤーとマスターズで戦うためである。ジュニアゴルフ界で活躍する彼は、ドライバーの調子次第でスコアに波があるが、安定しているときには爆発的なスコアを叩き出す。常にくじけず前向きな性格。しかし、本人曰くお茶目な部分もある。
レオ（11歳）
11歳の小学生。公園の砂場でおもちゃのクラブを振っていたところ、偶然そばにいたゴルフ練習場のレッスンプロに才能を見込まれスカウトされる。それ以来、ゴルフ界の「百獣の王」となるべく猛習を続けている。
ギンジ（20歳）
目立つことが何より大好きな、関西出身の20歳の大学生。昨今のゴルフブームに乗って、高校生の頃からゴルフを始める。単に勝つより、ホールインワンやチップインバーディなど派手なプレーを好む。逆境でもペースが乱れないのが長所である。
カオル（19歳）
有名大学に通う19歳の女子大生。大学では宇宙工学を学んでいるためか、風向きやコースの状態を計算しつくした理論的なプレースタイルが特徴。ただ本人が言うには、計算通りにいかない部分がゴルフの一番の魅力らしい。容姿端麗な彼女をアイドル視するファンやマスコミも多いがそれが少々不満らしい。
モモ(10歳)
幼馴染と遊びたくてやってみたパターゴルフでいきなりパターの才能が開花したおしゃまな女の子。幼馴染に勝利して以来ゴルフに夢中になる。小柄な体からは想像もつかないほどのドライブが出来る。
カルロス(36歳)
声：平野勲人
ゴルフ歴15年の南米出身の男性。陽気なノリで周囲を盛り上げる事がある、通称「歩くリオのカーニバル」。妻子持ちで、子供は8人いる。実は心配性で精神的にもろく、今一つ勝率が上がらない。
ユキ(26歳)
某スポーツメーカーのゴルフ部に所属し、アマチュアゴルファーとして活躍しているOL。成績が悪いとクビと言う上司の脅しを真に受けており、勝負には必死。努力家で、努力9割、才能1割の精神でトップアマに上りつめた。
この他にも、似顔絵チャンネルで作成したMiiをプレイヤーキャラとして操作することもできる。